# 1106 w polityce

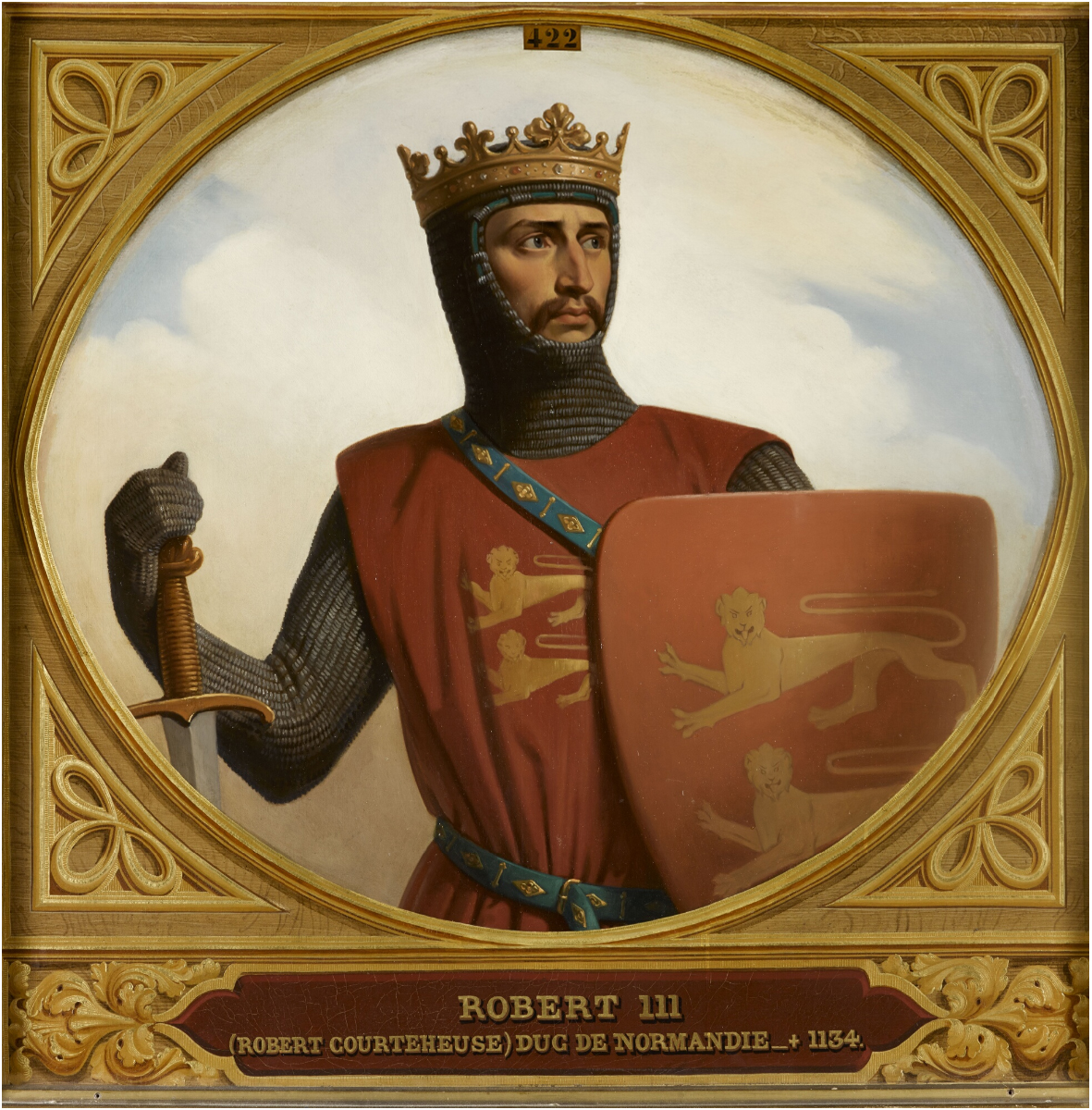
Robert II Krótkoudy

Wydarzenia polityczne w 1106 roku.

## Wydarzenia
- Bitwa pod Tinchebray pomiędzy wojskami króla angielskiego Henryka I Beauclerca i jego brata, księcia Normandii Robert II Krótkoudego[1].
- Wojna domowa w Polsce – Zbigniew stracił Wielkopolskę i podporządkował się Bolesławowi Krzywoustemu[2].

## Zmarli
- 7 sierpnia Henryk IV Salicki, cesarz rzymski[3].